# Hypofyse
Het hersenaanhangsel of de hypofyse is een klier midden in het hoofd, onder de hersenen, die vele hormonen afscheidt. De hypofyse vervult een belangrijke rol bij de regulering van een groot aantal hormonen. De klier is ongeveer zo groot als een kikkererwt (diameter circa één centimeter) en is gelegen in een holte in de schedelbasis (het Turkse zadel of sella Turcica in het Latijn), achter de neusrug. In het menselijk lichaam weegt hij ongeveer 0,5 gram. De hypofyse scheidt 9 hormonen af die de homeostase reguleren. De achterkwab van de hypofyse behoort tot het diëncephalon. Bij de aanleg in de embryonale fase wordt de voorkwab van de hypofyse gevormd uit een stukje epitheel van het monddak; het zakje van Rathke.
De hypofyse is opgebouwd uit drie delen:
- de voorkwab (pars anterior of adenohypofyse)
- de middenkwab (pars intermedia)
- achterkwab (pars posterior of neurohypofyse)

De middenkwab is bij mensen bijna niet aanwezig. Bij sommige diersoorten is deze echter relatief groter. De middenkwab maakt α-MSH (melanocyt-stimulerend hormoon) uit de neurotransmitter corticotropine. In dit artikel wordt vooral aandacht besteed aan de voor- en achterkwab.
De achterkwab van de hypofyse staat met lange axonen direct in verbinding met de hypothalamus.
De voorkwab van de hypofyse is via een poortaderstelsel verbonden met de hypothalamus. Deze reageert op hormonen in het bloed en stuurt hormonen naar de hypofyse wanneer er meer of minder van een hormoon nodig is. Via de hypofysesteel komt onder andere dopamine in de hypofyse terecht dat de afgifte van prolactine remt.

## De voorkwab (adenohypofyse)
In de hypofysevoorkwab worden veel hormonen geproduceerd die invloed hebben op andere endocriene klieren. De hypofysevoorkwab produceert:
- Groeihormoon (GH) of somatotroop hormoon (STH) → regelt de groei van lange pijpbeenderen (zolang de epifysairschijven nog niet verbeend zijn) en de groei van spierweefsel. Ook wel Humaan Groei Hormoon genoemd (HGH). De distributie van groeihormoonreceptoren varieert met de leeftijd. Bij kinderen zijn deze receptoren over een breed scala aan weefsels verspreid, wat hun uitgebreide groei ondersteunt. Bij volwassenen zijn deze receptoren echter beperkt tot specifieke gebieden, met name het hoofd, de handen en de voeten. Deze verandering in receptorverdeling reflecteert de verschuiving in groeipatronen en -behoeften van kinderen naar volwassenen.[2]
- Thyreotroof of thyreoïdstimulerend hormoon (TSH) → dit zet de schildklier aan tot productie van schildklierhormoon thyroxine (=T4) en tri-joodthyronine / triiodothyronine (=T3). Ook zorgt het ervoor dat er in de schildklier calcitonine gemaakt wordt. Calcitonine zorgt ervoor dat het calciumgehalte in het bloed verlaagd wordt. Dit doet het door o.a calcium in de botten op te slaan en de resorptie van calcium in de nieren en darmen te remmen.
- Adrenocorticotroof hormoon of corticotropine (ACTH) → zet bijnierschors aan tot de productie van bijnierschorshormonen.
- Gonadotrofe hormonen (hebben invloed op de ovaria en testes). Te weten:
  - Follikelstimulerend hormoon (FSH) → bevordert de groei en rijping van follikels in de ovaria bij de vrouw en de spermatogenese bij de man in de testes
  - Luteïniserend hormoon (LH) of interstitiële-cellenstimulerend hormoon (ICSH) → de gonadotrofe hormonen stimuleren daarnaast de hormoonproductie van de gonaden (geslachtsklieren).
- Prolactine → dit komt vooral vrij tijdens de zwangerschap en de lactatieperiode.
- Melanocyt-stimulerend hormoon of melanotropine (MSH) → stimuleert de productie (melanogenesis) en afgifte van melanine door melanocyten in de huid.
- Endorfinen → werken in de eerste plaats pijnonderdrukkend, maar zorgen ook voor een gevoel van geluk of euforie.

## De achterkwab (neurohypofyse)
De hypofyseachterkwab is belangrijk voor de water- en vochtregulatie in het lichaam. Het is een opslagplaats voor twee door de hypothalamus geproduceerde hormonen:
- Antidiuretisch hormoon (ADH) of vasopressine → stimuleert het vasthouden van vocht; zorgt voor een stijgende bloeddruk en roept mannelijke agressie op.
- Oxytocine (OT) → bevordert contractie van epitheel- en myoepitheelklierweefsel van de borst, wat leidt tot secretie van lactine. Ook zorgt het voor de contractie van gladde spiercellen in de uterus (baarmoeder).

## Variaties tussen gewervelde dieren
Alle gewervelde dieren hebben een hypofyse, maar de structuur hiervan varieert tussen de verschillende groepen. Bij zoogdieren bestaat de hypofyse alleen in compacte vorm. Bij amfibieën, reptielen en vogels wordt de hypofyse echter steeds beter ontwikkeld. Bij de tetrapoden is de middenkwab niet goed ontwikkeld en bij vogels ontbreekt deze zelfs geheel. Bij vissen is de middenkwab echter wel goed ontwikkeld.

## Functies

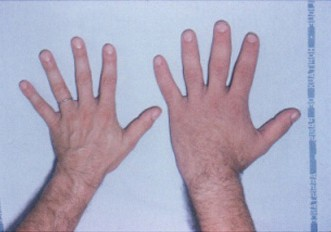
In vergelijking met een normale hand (links) is de hand van een persoon met acromegalie (rechts) duidelijk groter.

De hormonen die door de hypofyse afgescheiden worden, helpen de controle van de volgende lichaamsprocessen:
- Groei (Overschotten van GH/HGH kan leiden tot gigantisme of acromegalie)
- Bloeddruk
- Sommige aspecten van de zwangerschap en de bevalling, zoals het stimuleren van de samentrekking van de baarmoeder tijdens de bevalling
- Productie van moedermelk
- Functies voor het geslachtsorgaan voor zowel mannen als vrouwen
- Schildklierfunctie
- De omzetting van voedsel in energie (metabolisme)
- Water- en osmolariteitregeling in het lichaam
- Waterbalans via de controle van de reabsorptie van water in de nieren
- Temperatuurregeling
- Pijnbestrijding

## Aandoeningen
De meest voorkomende aandoening aan de hypofyse is een gezwel. Deze gezwellen zijn doorgaans goedaardig en zijn grofweg onder te verdelen in de volgende soorten:
- hypofysevergroting met overmatige productie van prolactine (prolactinoom)
- hypofysevergroting met overmatige productie van groeihormoon, wat leidt tot acromegalie
- hypofysevergroting met overmatige productie van ACTH met als gevolg de ziekte van Cushing
- niet-endocrien actieve gezwellen.

Hier zijn nog een aantal aandoeningen van de hypofyse beschreven
- acromegalie: Acromegalie wordt veroorzaakt door een hormoonproducerend gezwel aan de hypofyse, waardoor te veel groeihormoon wordt gemaakt. Deze gezwellen zijn goedaardig en verspreiden zich niet door het lichaam. Acromegalie is een hoogst zeldzame aandoening. In Nederland wordt deze diagnose jaarlijks bij vijftig tot honderd patiënten gesteld.

De symptomen zijn: verandering van uiterlijk, vergroting van de handen en de voeten, hoofdpijn, vermoeidheid, overmatig transpireren en in sommige gevallen afname van geslachtsfuncties. Door behandeling kunnen deze symptomen beter worden. Vermoeidheid en slaapstoornissen behoren soms tot de eerste verschijnselen. De oorzaak van de vergroting van handen en voeten is een teveel aan het groeihormoon.  Doordat de hypofyse vergroot, kan men last krijgen van hoofdpijn. Ook kan de hypofyse druk uitoefenen op de oogzenuw, wat kan leiden tot stoornissen bij het zien en het gezichtsveld. 
- Craniofaryngeoom: Dit is een zeldzame, goedaardige tumor aan de hypofyse. Deze tumor manifesteert zich zo ongeveer tussen het 5e en 10e jaar en in de vroege puberteit tussen het 15e en 18e jaar. Een tweede piek manifesteert zich bij mensen rondom het 55e levensjaar.

Symptomen: De eerste symptomen zijn vaak hoofdpijn en problemen met zien. Wanneer de tumor groter wordt, ontstaat er druk op de hypothalamus en de hypofyse. Die kan daardoor minder goed werken. Dit kan een scala van klachten en verschijnselen geven.
- Diabetes insipidus: Diabetes insipidus wordt veroorzaakt door een gebrek aan of onvoldoende gevoeligheid voor antidiuretisch hormoon (ADH), vroeger vasopressine genoemd.

Symptomen: Veel dorst en veel plassen van zeer waterige urine. De aandoening is echter goed te behandelen met medicijnen, in de vorm van tabletten, een neusspray of injecties. De diagnose wordt gesteld door bloed- en urineonderzoek en eventueel een dorstproef.
- Syndroom van Kallmann: Het syndroom van Kallmann is een aangeboren aandoening met als belangrijkste kenmerken: het uitblijven van de puberteit, onderontwikkeling van de geslachtsorganen en niet of nauwelijks kunnen ruiken. Het syndroom van Kallmann wordt vastgesteld als de puberteit uitblijft en het vermogen tot ruiken ontbreekt. Bij het syndroom van Kallmann zijn er geen verbindingen ontstaan tussen de hypofyse en de hypothalamus. Daardoor kan de hypothalamus de hypofyse niet stimuleren om hormonen af te geven wanneer de puberteit zou moeten beginnen.

Overige kenmerken zijn:
- Bij willekeurige bewegingen beweegt een ander lichaamsdeel onwillekeurig mee
- Afwezigheid van een nier
- Schisis (hazenlip, spleet in het verhemelte)
- Ontbreken van tanden
- Klompvoeten
- Gehoorbeperking

De aanwezigheid van deze kenmerken zullen per persoon verschillen. 
Het reukvermogen kan niet worden hersteld. De geslachtsontwikkeling kan met behulp van hormoonbehandelingen worden begeleid.
- Prolactinoom: Een prolactinoom is een goedaardig gezwel aan de hypofyse. Het veroorzaakt een te grote productie van het hormoon prolactine, het hormoon dat normale omstandigheden de melkproductie in gang zet na de bevalling.

Bij vrouwen kunnen klachten als tepeluitvloed, gespannen borsten, minder zin in seks, een verminderde vruchtbaarheid en uitblijven van de menstruatie optreden. Bij mannen treden er bijna geen merkbare klachten op; alleen gestoorde potentie en minder zin in seks komen regelmatig voor.
- Syndroom van Sheehan: Dit is een zeer zeldzame aandoening. Hij ontstaat wanneer de moeder bij de bevalling zoveel bloed verliest dat de hypofyse in de problemen komt en (gedeeltelijk) afsterft. Hierdoor ontstaan problemen met de aansturing van de schildklier, de bijnieren, de geslachtsklieren, en de aanmaak van groeihormoon. De behandeling hiervoor bestaat uit hormoonsubstitutietherapie.

De hypofyse kan ook te weinig hormoon maken; dit heet hypopituïtarisme. Het tekort aan hormonen kan worden aangevuld met medicamenten.
In uitzonderingsgevallen kan men besluiten om het orgaan te verwijderen (hypofysectomie).

## Naamgeving

### Glandula pituitaria
De Griekse arts Galenus duidde de hypofyse alleen maar aan met de naam klier (Oudgrieks: ἀδήν adén). Hij beschreef de hypofyse als onderdeel van een reeks uitscheidingsorganen voor de afscheiding van neusslijm. De anatoom Andreas Vesalius vertaalde het begrip ἀδήν met glans, in quam pituita destillat oftewel klier waarbij slijm (pituita) druppelt. Daarnaast gebruikte Vesalius de naam glandula pituitaria. In het Nederlands werd vroeger ook het overeenkomstige begrip slijmklier gebruikt.
Het begrip glandula pituitaria is nog steeds een officieel synoniem naast het hoofdbegrip hypophysis in de recentste uitgave van de officiële Latijnse nomenclatuur. Al in de zeventiende eeuw werd weerlegd dat de hypofyse neusslijm zou produceren. De benaming glandula pituitaria is dus alleen vanuit historisch oogpunt (en niet vanuit huidig oogpunt) te rechtvaardigen.

### Hypofyse
De anatoom Von Sömmering voerde de naam hypophysis in. De naam bestaat uit de Oudgriekse delen ὑπό hupó ('onder') en φύειν phúein ('groeien'). Bij latere Griekse artsen werd ὑπόφυσις hupóphusis echter in een andere betekenis gebruikt, namelijk 'uitwas'. Sömmering gebruikt ook de equivalente term appendix cerebri, waarbij appendix 'aanhangsel' betekent. Het Nederlandse begrip hersenaanhangsel komt dan ook overeen met het laatste Latijnse begrip.
bijnieren · epifyse · hypofyse · ovaria · pancreas · schildklier · testes · thymus
alvleesklier · baarmoeder · bijnieren · bijschildklier · darmen · eierstokken · galblaas · hart · hersenen · huid · hypofyse · longen · lever · maag · milt · nier · prostaatklier · schildklier · teelballen · twaalfvingerige darm · urineblaas · wormvormig aanhangsel · zwezerik